# 高山頂
高山頂\，是臺灣桃園市楊梅區的一個傳統地域名稱，位於該區東北部的單面山台地。其名取自當地地形在東、南、西三面都是陡崖，僅向北是緩斜且高度下降的傾斜面，因此依山勢而命名為「高山頂」。相較於今日行政區，其範圍大致包括高山里、青山里、高上里、高榮里、新榮里、雙榮里。

## 歷史
高山頂的中心點在啟明宮，早年尚未建廟，為謝神演戲而搭建戲台之地，客家語稱為「戲棚跡」，日治後期以此為中心，分高山頂為東西南北四區。
台灣清治末期至日治初期，高山頂地區為一街庄，稱為「高山頂庄」，隸屬於桃澗堡。該庄西北與犁頭洲庄、西與宋屋庄為鄰，南與草湳陂庄、頭重溪庄、大金山下庄為鄰，東北與雙連陂庄為鄰，東與上田心仔庄為鄰。
1901年（日治明治三十四年）11月，全台廢縣廳改設二十廳，該庄隸屬於桃仔園廳。1903年（明治三十六年），改名桃園廳。1909年（明治四十二年）10月，合併二十廳為十二廳，該庄隸屬不變。1920年（大正九年），廢十二廳改設五州二廳，該庄改制並改名為「高山頂」大字，隸屬於新竹州中壢郡楊梅街。
戰後楊梅街改制為楊梅鎮，隸屬於新竹縣，大字亦改制為里。1950年桃、竹、苗分治，楊梅鎮改隸屬於桃園縣。2010年，楊梅鎮因人口達15萬而改制為楊梅市。2014年12月，桃園縣升格為直轄桃園市，楊梅市改制為楊梅區。
高山頂區域治安由幼獅派出所管轄，此區地質穩定無斷層經過。
中華民國陸軍於本區域設置高山頂營區，由機械化步兵第269旅駐守。

## 行政區劃

### 高山
高山里（南高山頂），民國35年初設，據有高山頂台地的西南部，原名高山頂第一里。農田多分布於北區緩斜面，南區多林野。高山頂一直是市內重要牧養地，日治時期曾培育桃園種豬，馳名全台。

### 青山
青山里（南高山頂），於民國87年從高山里的東側劃出而成，西以高速公路為界。早年只有少數住宅，1990年代以後，財團紛紛來此購地興建大型社區大樓，內分比佛利、加州、西雅圖、紐約、曼哈頓、波士頓、夏威夷等六個社區，分別有管理中心，卻共圍在一起，以東西向的青山一街、二街、三街，南北向的青山五街、六街為主要幹道。

### 高上里
高上里（西高山頂），於民國98年從高山里的北側劃出而成。

### 高榮里
高榮里（東高山頂），民國35年初設，據有高山頂台地的東北部，原名高山頂第二里。里內有啟明宮、味全埔心牧場 （页面存档备份，存于）、桃園幼獅工業區及桃園高榮野生動物保護區（731號埤塘）。

### 新榮里
新榮里（北高山頂），於民國87年從高榮里的北側劃出而成，全里呈三角形，北以新榮路和新屋區為界，以民族路與中壢區為界，西南以台66線快速公路為界。北高山頂昔稱六股，開發當初由六股出資招墾而得名。里內有中華電信研究院 （页面存档备份，存于），位於電研路旁。此里透天社區林立，然巷弄極為狹小，會車不易，停車空間亦不足。因此桃園市政府依都市計畫將於電研路250巷北側水利地開闢道路，聯結電研路、裕榮路、富榮路、新榮路，形成里內路網。

### 雙榮里
雙榮里（北高山頂），於民國87年從高榮里的北側劃出而成，西臨新榮里，北以民族路與中壢區為界，東以雙榮路和平鎮區雙連坡為界。里內有龍太社區、龍大莊社區、國際兒童村、嘉裕紡織廠。昔多紅磚工廠，因劃入都市計劃區已拆除。